# Phytomyza tenuis
Phytomyza tenuis este o specie de muște din genul Phytomyza, familia Agromyzidae, descrisă de Spencer în anul 1969.
Este endemică în British Columbia. Conform Catalogue of Life specia Phytomyza tenuis nu are subspecii cunoscute.